# مهريا
مُهريا (الاسم العلمي: Mohria)، جنس نباتات صغيرة سرخسية من فصيلة عديمات الكساء. وهي واحدة من ثمانية أنواع يقتصر وجودها على جنوب أفريقيا ومدغشقر.